# Droog Design
 (janvier 2023).

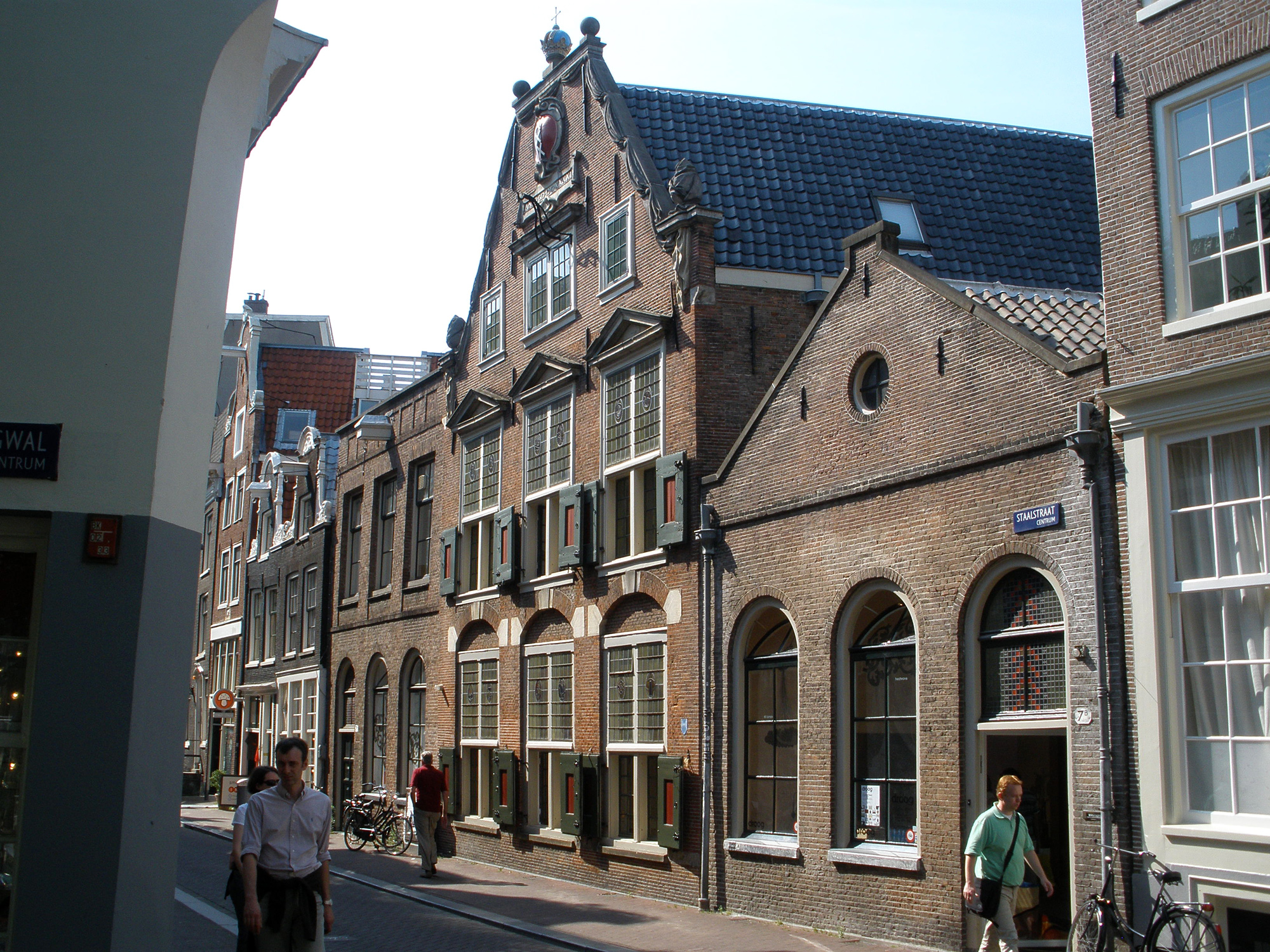
La boutique Droog dans la Staalstraat à Amsterdam

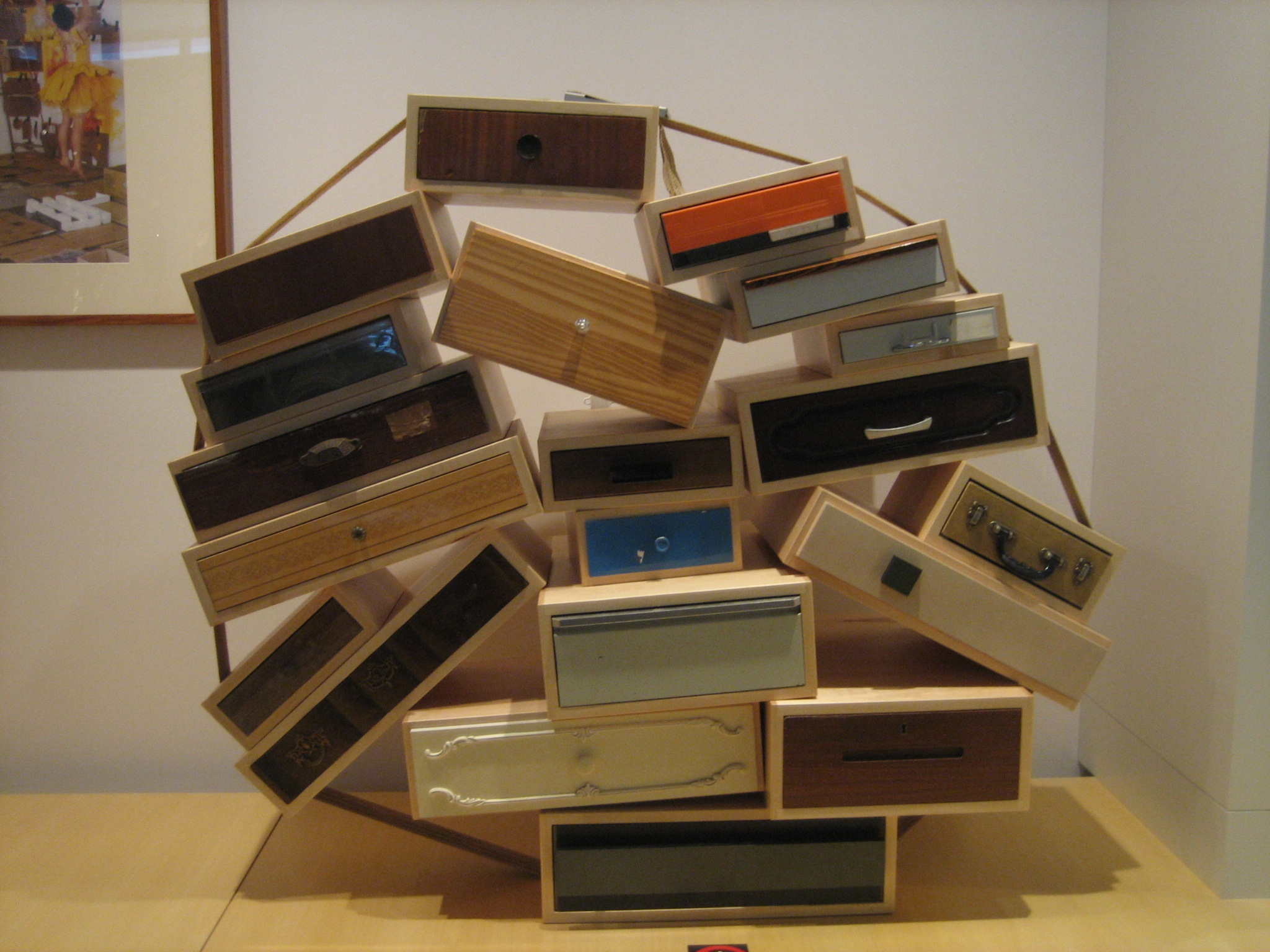
Commode conçue par Tejo Remy faisant partie de la collection Droog

Droog Design (droog signifie « sec » en néerlandais) est une entreprise néerlandaise de design conceptuel située à Amsterdam aux Pays-Bas. Droog travaille avec des designers indépendants pour concevoir et réaliser des produits, des projets, des expositions et des événements. Droog a travaillé avec, entre autres, Marcel Wanders, Hella Jongerius, Tejo Remy, Richard Hutten, Ed Annink et Jurgen Bey.

## Histoire
Droog a été fondé en 1993 par le designer Gijs Bakker et l'historienne du design Renny Ramakers. Au cours du Salone del Mobile de Milan de 1993, le duo a présenté une sélection d'objets sobres aux finitions industrielles et des objets trouvés. La présentation était intitulée « Droog Design », en raison de la simplicité et de l'humour « sec » des objets. 
Ils ont continué dans cette lignée en mettant en exergue un design clair en phase avec l'air du temps. En 1996, ils ont étendu leur sphère d'activités en initiant des projets expérimentaux. En 2003, Droog B.V. a été créé aux côtés de la Fondation Droog, pour la production et la distribution de la collection des produits. Depuis la fin 2004, le concept-store de Droog est installé à Amsterdam et fonctionne comme une combinaison de différentes fonctions (magasin, galerie, resto-bar...) et un hôtel inversé constitué d'une seule chambre.
En 1999, une exposition sur Droog a eu lieu à la Fondation Joan-Miró de Barcelone, suivie d'une exposition rétrospective en 2006/2007 au Museum of Arts and Design à New York intitulé Simply Droog: 10 + 3  years of creating innovation and discussion. En 2004, un livre a également été publié et intitulé, cette fois, Simply Droog: 10 + 1 years of creating innovation and discussion. En 2009, Droog a ouvert un magasin à SoHo, New York.

## Activités
- Projets et développement de produits
  - Droog initie ses propres projets mais est également commissionné par les entreprises et les institutions internationales, telles que Mandarina Duck, Bang & Olufsen, Levi Strauss ou British Airways. Ces projets peuvent aboutir soit à un seul produit développé par un concepteur individuel, soit une série cohérente variant sur la thématique et conçue en groupe.
- Expositions
  - Droog organise des expositions itinérantes montrant sa production et présente également la création de jeunes designers internationaux dans ses magasins d'Amsterdam et de New York.
- Éducation
  - Droog propose des conférences lors de congrès et de séminaires. D'autant que depuis 2001, Droog est à la tête d'un master de la Design Academy Eindhoven.
- Publications
  - Droog prend en charge la publication d'ouvrages provocateurs tant dans la forme que dans le contenu[source secondaire souhaitée].

## Collection

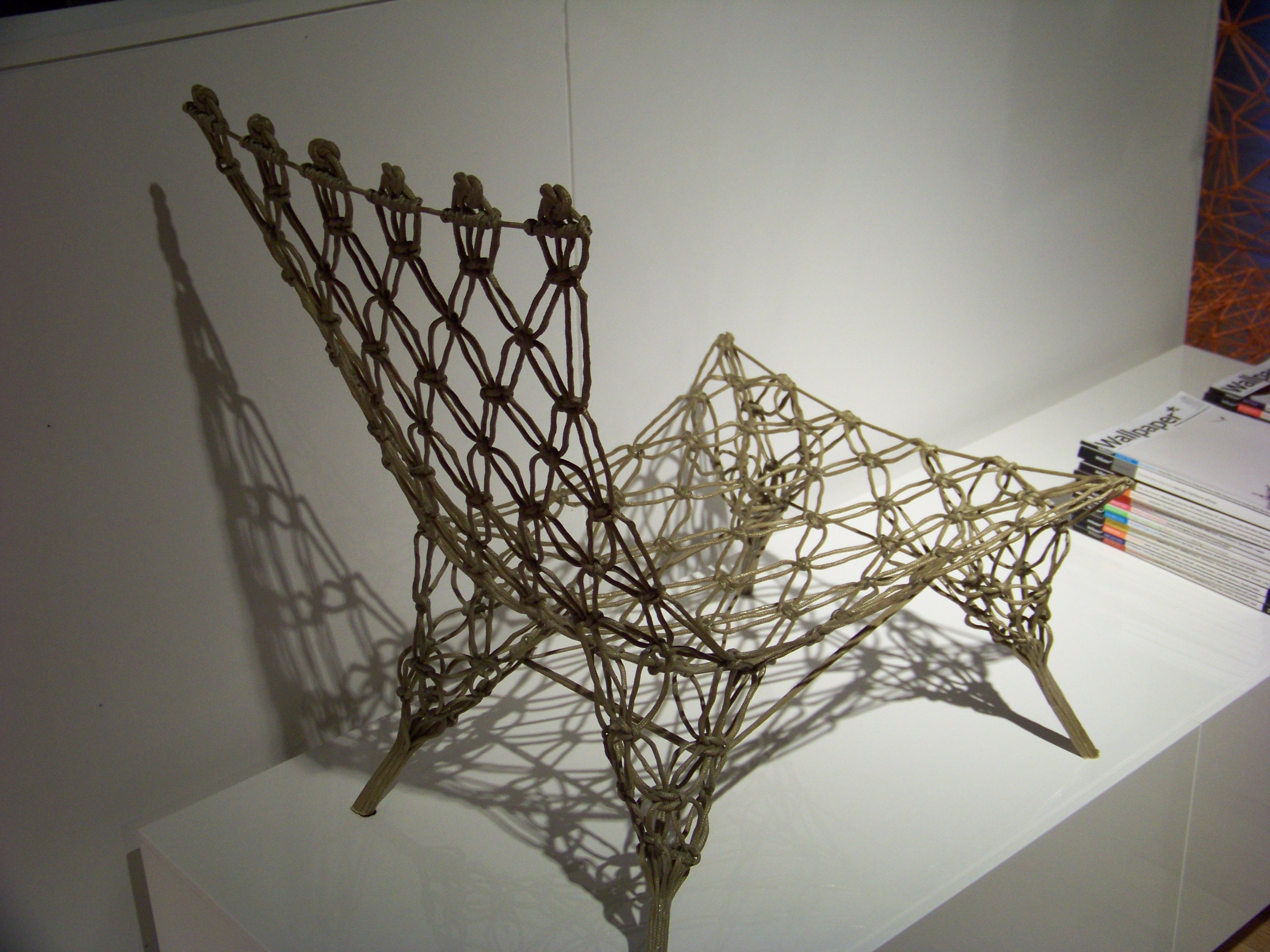
Knotted Chair de Marcel Wanders (1995)

La collection Droog est organisée par Renny Ramakers et se compose d'environ 200 produits conçus par plus d'une centaine de designers. Les nouvelles conceptions sont souvent élaborées et présentées en relation avec des expositions (comme la knotted chair de Marcel Wanders pendant le Dry Tech I du Salone del Mobile de Milan de 1996). Les collections Droog sont distribuées par l'intermédiaire du site Web, des magasins Droog ou via quelques détaillants à travers le monde.